# Nicola Rescigno
Nicola Rescigno (New York, 28 mei 1916 - Viterbo (Italië), 4 augustus 2008) was een Italiaans-Amerikaans dirigent, in het bijzonder werkzaam in Italiaanse opera-repertoire.

## Biografie
Rescigno werd geboren in een muzikaal gezin. Hij studeerde bij Ildebrando Pizzetti, Giannini en Polacco. Hij maakte zijn debuut in 1943, toen hij La traviata dirigeerde aan de Brooklyn Academy of Music. Hij trok daarna door de Verenigde Staten met de San Carlo Opera Company en werkte als muzikaal directeur voor de Connecticut Opera en de Havana Opera.
In 1953 was hij medeoprichter van de Lyric Opera of Chicago, waar hij muzikaal directeur was van 1954 tot 1956. Hij dirigeerde er bij het Amerikaanse debuut van Maria Callas. In 1957 was hij medeoprichter van de Dallas Opera, waar hij diende als artistiek directeur en hoofddirigent was van 1957 tot 1990. Aan de Dallas Opera dirigeerde hij de Amerikaanse debuten van zangers als Montserrat Caballé, Plácido Domingo, Dame Joan Sutherland, Teresa Berganza, Magda Olivero, Jon Vickers, en regisseur Franco Zeffirelli. Hij bracht daar de Amerikaanse premières van Georg Friedrich Händels Alcina en Antonio Vivaldi's Orlando furioso. Hij ook dirigeerde de wereldpremières van Virgil Thomsons Fantasy in Homage to an Earlier England (1966) en Dominick Argento's The Aspern Papers (1988).
Hij maakte in 1978 zijn debuut aan de Metropolitan Opera, toen hij Don Pasquale dirigeerde (met Beverly Sills, in John Dexters productie), gevolgd door L'elisir d'amore (1980), L'italiana in Algeri (met Marilyn Horne en Rockwell Blake, 1981), en La traviata (1981-1982). Rescigno dirigeerde eveneens aan de San Francisco Opera. Hij dirigeerde aan de meeste van de grote operahuizen van Italië, en deed gastoptredens in onder meer Glyndebourne, Londen, Parijs, Wenen, Zürich, Buenos Aires.
Hij was nauw verbonden met Maria Callas en was een van haar lievelingsdirigenten. Hij nam verscheidene albums met opera-aria's met haar op voor EMI, van 1958 tot 1969. Hij nam ook een album met Verdi-aria’s op met Robert Weede (in 1953), delen van Francesca da Rimini (met Mario del Monaco en Magda Olivero, 1969), en maakte volledige opnames van Tosca (met Mirella Freni, 1978) en Lucia di Lammermoor (met Edita Gruberová, 1983). Ook verkrijgbaar, op DVD, zijn een concert van 1959 in Hamburg met Callas, en een uitvoering uit 1981 van L'elisir d'amore in de Metropolitan Opera, met Judith Blegen en Luciano Pavarotti.
Hij was een oom van de dirigent Joseph Rescigno.
Hij stierf op de leeftijd van 92 jaar in een ziekenhuis in Viterbo, Italië, terwijl hij wachtte op behandeling van zijn gebroken dijbeen.

## Bron
- Grove Music Online, Cori Ellison, juni 2008.

## Verwijzingen
1. ↑  "Nicola Rescigno, Who Helped Found Opera Companies in Chicago en Dallas, Dies at 92". The New York Times.

- Biblioteca Nacional de España: XX1085907
- Bibliothèque nationale de France: cb13898932v (data)
- Gemeinsame Normdatei: 130550795
- International Standard Name Identifier: 0000 0001 0894 4178
- Library of Congress Control Number: n82063131
- Nationale Bibliotheek van Letland: 000101645
- MusicBrainz: 6d5015c6-997a-4785-b9fa-73d02c2d7e89
- Nationale Bibliotheek van Tsjechië: xx0082101
- Nationale Bibliotheek van Israël: 987007432254905171
- Nationale Bibliotheek van Polen: a0000002540661
- Nederlandse Thesaurus van Auteursnamen: 072309229
- SNAC: w6cz4029
- Système universitaire de documentation: 092625959
- Virtual International Authority File: 45412080
- WorldCat: E39PBJm9gcFTDJXjVXgqqThPwC